# Eremisca obscura
Eremisca obscura är en tvåvingeart som beskrevs av Pavel Lehr 1987. Eremisca obscura ingår i släktet Eremisca och familjen rovflugor.
Artens utbredningsområde är Kazakstan. Inga underarter finns listade i Catalogue of Life.